# Andrew Whale
Andrew Whale (meestal als Andy Whale) is een drummer uit Birmingham, Verenigd Koninkrijk. Hij is het bekendst als de drummer van Bolt Thrower, waarvan hij deel uitmaakte vanaf het begin tot 1994. Hij speelde dus op alle albums tot en met ...For Victory en de demo's. Hij vertrok na de Amerikaanse tour in 1994, omdat hij genoeg had van Bolt Thrower en hij vond dat er andere dingen in het leven waren. Daarnaast merkte hij dat zijn techniek zich niet verder ontwikkelde en zocht hij derhalve een andere uitdaging. Sindsdien is hij kabels gaan leggen.
Voordat hij in Bolt Thrower speelde, drumde hij een tijdje in Drop Dead met Mick Harris, Jim Whitely en Shane Embury, alle drie bekend van Napalm Death. Hij speelde eveneens in de band genaamd Urban Chaos.